# Новосел, Мирко
Мирко Новосел (сербохорв. Mirko Novosel; 30 июня 1938, Загреб — 20 июля 2023, там же) — югославский баскетболист, а впоследствии югославский и хорватский баскетбольный тренер. Двукратный чемпион Европы (1973, 1975), призёр чемпионатов мира и Олимпийских игр со сборной Югославии, бронзовый призёр чемпионата Европы со сборной Хорватии, чемпион Европы с юниорскими сборными Югославии, обладатель Кубка европейских чемпионов (1985) и двукратный обладатель Европейского кубка обладателей кубков (1982, 1987), многократный чемпион и обладатель Кубка Югославии с клубом «Цибона». Член Зала славы баскетбола (2007) и Зала славы ФИБА (2010).

## Биография
Родился в Загребе (Королевство Югославия) в 1938 году. С 1952 по 1965 год выступал за загребский баскетбольный клуб «Локомотив», играл также в составе национальной сборной Югославии.
Окончил юридический факультет Загребского университета. По завершении игровой карьеры стал тренером «Локомотива», оставался в должности главного тренера до 1971 года и в 1969 году завоевал с командой Кубок Югославии. Успехи «Локомотива», под руководством Новосела претендовавшего на высшие награды югославского баскетбола, привлекли внимание национальной федерации, и в начале 1970-х загребскому тренеру поручили тренировать юниорские сборные страны. В 1971 году в Гориции (Италия) Новосел привёл команду Югославии к победе в чемпионате Европы в возрасте до 16 лет, а год спустя повторил этот же результат уже на чемпионате Европы в возрасте до 18 лет в Задаре.
Возглавив после побед с юниорами национальную сборную, завоевал с ней титул чемпионов Европы по баскетболу 1973 года в Испании, а через два года защитил чемпионский титул в Белграде. В промежутке на чемпионате мира в Пуэрто-Рико стал с югославской сборной серебряным призёром и такой же результат показал на Олимпийском турнире 1976 года в Монреале.
В 1976 году вернулся на пост главного тренера родного загребского клуба, к этому времени переименованного в «Цибону», и оставался в этой должности до 1988 года с перерывом в один сезон (1985/1986), когда занимал пост генерального менеджера клуба. Благодаря усилиям Новосела в «Цибону» из «Шибенки» перешёл лучший игрок югославского баскетбола Дражен Петрович. Среди других звёзд, игравших за клуб в это время, были Иво Накич, Зоран Чутура и Андро Кнего. За это время Новосел трижды завоевал с «Цибоной» титул чемпиона Югославии (1982, 1984 и 1985) и шесть раз — Кубок Югославии (1980—1983, 1985, 1988). В 1986 году стал с командой обладателем Кубка Югославии как генеральный менеджер. В европейских клубных турнирах «Цибона» под руководством Новосела выиграла Кубок обладателей кубков в 1982 и 1987 годах, а в 1985 году завоевала главный европейский клубный трофей — Кубок чемпионов. На следующий год клуб повторил этот успех с Новоселом в должности генерального менеджера.
В 1980 году на Олимпийском турнире в Москве Новосел был директором югославской сборной, завоевавшей чемпионские медали. В 1984 году привёз команду на Олимпиаду в Лос-Анджелесе как главный тренер и стал с нею бронзовым призёром. В 1987 году возглавлял работу по подготовке проведения в Загребе летней Универсиады. В 1988 году на два года уехал в Италию тренировать клуб «Наполи», но в 1990 году вернулся в Загреб и ещё два года тренировал «Цибону». В 1992 году, когда в период распада Югославии бывшие республики федерации начали выступать на спортивных соревнованиях отдельными командами, участвовал в Олимпийских играх в Барселоне с командой Хорватии как её спортивный директор. Хорваты завоевали на Олимпиаде серебряные медали. На следующий год Новосел участвовал с хорватской сборной в чемпионате Европы как главный тренер и стал бронзовым призёром первенства. В 1994 и 1995 годах был спортивным директором сборной Хорватии, завоевавшей бронзу на чемпионате мира в Торонто и на чемпионате Европы в Афинах. В 1997 году, перед началом отборочного цикла чемпионата Европы 1999, Новосела пригласили тренировать сборную Бельгии, но уже после успешного завершения первого этапа отбора, проходившего в Дублине, его сменил другой югославский тренер Владе Джурович.
Новосел считается, наряду с Ранко Жеравицей и Александром Николичем, одним из трёх величайших тренеров в истории югославского баскетбола, которые вывели его на ведущие позиции в Европе. В 1992 году удостоен хорватской спортивной премии имени Франьо Бучара. В 2007 году избран в международный Зал славы баскетбола в Спрингфилде (США), а через три года — в Зал славы ФИБА. Скончался в июле 2023 года в Загребе, похоронен на кладбище Мирогой.